# Scopula aetheomorpha
Scopula aetheomorpha är en fjärilsart som beskrevs av Louis Beethoven Prout 1917. Scopula aetheomorpha ingår i släktet Scopula och familjen mätare. Inga underarter finns listade.